# Colin Duffy
Pour les articles homonymes, voir Duffy.
Colin Duffy, né le 10 décembre 2003 à Broomfield dans le Colorado, est un grimpeur américain.

## Biographie
Il remporte la médaille d'or en combiné aux Championnats panaméricains d'escalade 2020 à Los Angeles et se qualifie pour les Jeux olympiques de Tokyo.
Lors des jeux olympiques, il est le plus jeune athlète à se qualifier en finale et termine 7e.
Lors de la saison 2022, il remporte une étape de Coupe du Monde de bloc et de difficulté et prend la troisième position lors d'une autre étape de difficulté. Ces résultats lui permettent de prendre la 8e place du classement général de la Coupe du Monde de bloc.

## Palmarès

### Championnats panaméricains
- 2020 à Los Angeles,  États-Unis
  -  Médaille d'or en combiné

### Coupe du Monde IFSC
- 2022 à Innsbruck,  Autriche
  -  Médaille d'or en difficulté
  -  Médaille d'or en bloc
- 2022 à Villars,  Suisse
  -  Médaille de bronze en difficulté

## Saison 2021
Lors de la phase de qualification aux jeux olympiques, composée de 3 épreuves, il se place 6e dans l'épreuve de vitesse, 5e dans l'épreuve de bloc et 2e en difficulté. Cela lui permet de se classer 3e des qualifications et de se qualifier avec 7 autres athlètes en finale.
En finale, lors de l'épreuve de vitesse, il commet un faux départ au premier tour face à l'espagnol Alberto Ginés López, et il finit à la 5e place dans cette épreuve. Puis dans l'épreuve de bloc, il se place en 4e position avec un "top" et trois "zones". Sa 3e place en difficulté le positionne à la 7e place de la finale.

## Saison 2022[1]
Il participe à plusieurs épreuves de la coupe du monde IFSC de bloc et de difficulté durant l’année 2022.
Pour la manche de Meirngen en Suisse qui a lieu du 8 au 10 avril. Il se classe 5ème de l’épreuve de Bloc.
Pour les deux manches de Salt Lake City aux États-Unis qui ont lieu du 20 au 22 mai et du 27 au 29 mai, il se classe respectivement 21ème et 13ème des épreuves de bloc.
Pour la manche de Brixen en Italie, du 10 au 12 juin, il se classe 41ème de l’épreuve de bloc.
Pour la manche de Villars en Suisse, du 30 juin au 2 juillet, il se place sur le podium en prenant la 3ème place de l’épreuve de difficulté.
Pour les manches françaises de Chamonix et de Briançon du 8 au 10 juillet et du 22 au 23 juillet. Il se place respectivement à la 20ème et à la 5ème place des épreuves de difficulté.
La performance la plus marquante de cette saison est celle réalisée lors de la manche d’Innsbruck.
En effet, du 22 au 26 juin, se déroule la manche de la coupe du monde IFSC d’Innsbruck en Autriche. Il remporte les deux épreuves hommes, celle de bloc et celle de difficulté. Il devient ainsi le premier homme à remporter à la fois l’épreuve de difficulté et de bloc dans la même manche d’une coupe du monde IFSC,.

## Saison 2024
En juin, il remporte l'épreuve de difficulté lors de la manche de la coupe du monde IFSC de Chamonix.
En août, lors des jeux olympiques d'été de Paris, il termine en finale à la 4ème place.